# NGC 7489
NGC 7489 is een spiraalvormig sterrenstelsel in het sterrenbeeld Vissen. Het hemelobject werd op 14 september 1863 ontdekt door de Britse astronoom William Lassell.

## Delphinus Minor
Het stelsel NGC 7489 bevindt zich 1 graad ten oosten van het asterisme Delphinus Minor dat een schijnbare diameter heeft van ongeveer 1 graad. Dit asterisme is een verkleinde weergave van het sterrenbeeld Dolfijn.

## Synoniemen
- UGC 12378
- MCG 4-54-28
- ZWG 475.38
- IRAS 23050+2243
- PGC 70532